# 볼투라라이르피나
볼투라라이르피나(이탈리아어: Volturara Irpina)는 이탈리아 캄파니아주 아벨리노도의 코무네다.

## 경제
볼투라라이르피나는 밤 생산이 주요 경제 기반이다.